# Сорбе (коммуна)
Сорбе́ (фр. Sorbais) — коммуна во Франции, находится в регионе Пикардия. Департамент коммуны — Эна. Входит в состав кантона Вервен. Округ коммуны — Вервен.
Код INSEE коммуны — 02728.

## Население
Население коммуны на 2010 год составляло 272 человека.
| 1962 | 1968 | 1975 | 1982 | 1990 | 1999 | 2010 |
| ---- | ---- | ---- | ---- | ---- | ---- | ---- |
| 460  | 412  | 354  | 337  | 308  | 286  | 272  |

## Экономика
В 2010 году среди 180 человек трудоспособного возраста (15—64 лет) 129 были экономически активными, 51 — неактивными (показатель активности — 71,7 %, в 1999 году было 64,3 %). Из 129 активных жителей работали 119 человек (62 мужчины и 57 женщин), безработных было 10 (7 мужчин и 3 женщины). Среди 51 неактивных 13 человек были учениками или студентами, 24 — пенсионерами, 14 были неактивными по другим причинам.